# 埃馬紐埃爾·納丁加爾
埃馬紐埃爾·納丁加爾（英語：Emmanuel Djelassem Nadingar，1951年—）是查德政治家，在2010年3月至2013年1月期間擔任查德總理。